# 西泠八家
西泠八家是指由丁敬、蒋仁、黄易、奚冈、陈豫钟、陳鴻壽、赵之琛、钱松等八人组成的篆刻家。
最早丁敬、蔣仁、奚岡、黃易等四人齊名，稱為「西泠四家」。此後，陳豫鐘、陳鴻壽、趙之琛、錢松等人相繼崛起，合稱「西泠八家」。西泠八家都是浙江杭州人，故又稱為浙派，丁敬的篆刻“集秦、汉之精华，变文、何之蹊径”，公認是浙派之開創者。
西泠八家並非同時期人物，形成前后历百餘年，分為四代，丁敬为始祖，蒋仁、黄易以及奚冈为第二代，陈豫锺和陈鸿寿为第三代，赵之琛和钱松为第四代，但是他們的篆刻風格皆師宗秦漢，讲究刀法，苍劲质朴，故合稱「西泠八家」。

## 分类
按篆刻家师承及年代分类，“西泠八家”又可分为“西泠前四家”和“西泠后四家”，常见于各类篆刻史、书法史及艺术史书籍文章。
- “西泠前四家”：丁敬、蒋仁、黄易、奚冈。
- “西泠后四家”：陈豫钟、陳鴻壽、赵之琛、钱松。